# Delgamma calorifica
Delgamma calorifica är en fjärilsart som beskrevs av Walker 1858. Delgamma calorifica ingår i släktet Delgamma och familjen nattflyn. Inga underarter finns listade i Catalogue of Life.